# Championnat de république démocratique du Congo de football 2011
Navigation
Saison précédente Saison suivante
La saison 2011 du Championnat de république démocratique du Congo de football est la cinquante-quatrième édition de la première division en république démocratique du Congo, la Ligue Nationale de Football. La compétition rassemble les dix-sept meilleures formations du pays, qui sont passées par des championnats régionaux pour se qualifier. La compétition se déroule en deux phases de poules.
C'est le TP Mazembe qui est sacré champion à l'issue de la saison, après avoir terminé en tête du classement de la poule pour le titre, avec un seul point d'avance sur le tenant du titre, l'AS Vita Club. C'est le onzième titre de l'histoire du club, le quatrième en six saisons.

## Compétition
Le barème de points servant à établir les classements se décompose ainsi :
- Victoire : 3 points
- Match nul : 1 point
- Défaite : 0 point

### Première phase
Les quatre premiers de la poule finale de la saison dernière ainsi que le vainqueur de la Coupe nationale 2010, le DC Motema Pembe sont exempts lors de ce premier tour. Les douze autres clubs sont répartis en trois groupes de quatre et s'affrontent deux fois. Seul le premier de chaque poule se qualifie pour la phase finale.
Poule 1 :
| Rang | Équipe           | Pts | J | G | N | P | Bp | Bc | Diff |  | Résultats (▼ dom., ► ext.) | RCK | Vet | Lup | Mol |
| ---- | ---------------- | --- | - | - | - | - | -- | -- | ---- |  | -------------------------- | --- | --- | --- | --- |
| 1    | RC Kinshasa      | 15  | 6 | 5 | 0 | 1 | 12 | 2  | +10  |  | RC Kinshasa                |     | 1-0 | 3-1 | 2-0 |
| 2    | AS Veti Matadi   | 13  | 6 | 4 | 1 | 1 | 7  | 2  | +5   |  | AS Veti Matadi             | 1-0 |     | 1-1 | 2-0 |
| 3    | FC Lupopo Kikwit | 7   | 6 | 2 | 1 | 3 | 7  | 7  | 0    |  | FC Lupopo Kikwit           | 0-2 | 0-1 |     | 2-0 |
| 4    | TP Molunge       | 0   | 6 | 0 | 0 | 6 | 0  | 15 | -15  |  | TP Molunge                 | 0-4 | 0-2 | 0-3 |     |

Poule 2 :
| Rang | Équipe                | Pts | J | G | N | P | Bp | Bc | Diff |  | Résultats (▼ dom., ► ext.) | DBo | Ban | Sha |
| ---- | --------------------- | --- | - | - | - | - | -- | -- | ---- |  | -------------------------- | --- | --- | --- |
| 1    | CS Don Bosco          | 8   | 4 | 2 | 2 | 0 | 4  | 1  | +3   |  | CS Don Bosco               |     | 2-1 | 2-0 |
| 2    | AS Bantous            | 3   | 4 | 0 | 3 | 1 | 3  | 4  | -1   |  | AS Bantous                 | 0-0 |     | 1-1 |
| 3    | Sharks XI FC          | 3   | 4 | 0 | 3 | 1 | 2  | 4  | -2   |  | Sharks XI FC               | 0-0 | 1-1 |     |
| 4    | US Tshinkunku forfait |     |   |   |   |   |    |    |      |  |                            |     |     |     |

Poule 3 :
| Rang | Équipe              | Pts | J | G | N | P | Bp | Bc | Diff |  | Résultats (▼ dom., ► ext.) | Mal | Nyu | Buk |
| ---- | ------------------- | --- | - | - | - | - | -- | -- | ---- |  | -------------------------- | --- | --- | --- |
| 1    | TS Malekesa         | 7   | 4 | 2 | 1 | 1 | 4  | 3  | +1   |  | TS Malekesa                |     | 1-2 | 2-1 |
| 2    | FC Nyuki            | 5   | 4 | 1 | 2 | 1 | 3  | 3  | 0    |  | FC Nyuki                   | 0-0 |     | 1-1 |
| 3    | OC Bukavu Dawa      | 3   | 4 | 0 | 3 | 1 | 3  | 4  | -1   |  | OC Bukavu Dawa             | 0-1 | 1-0 |     |
| 4    | AC Nkoy disqualifié |     |   |   |   |   |    |    |      |  |                            |     |     |     |

### Poule finale
| Rang | Équipe               | Pts | J  | G | N | P  | Bp | Bc | Diff |
| ---- | -------------------- | --- | -- | - | - | -- | -- | -- | ---- |
| 1    | TP Mazembe           | 30  | 14 | 8 | 6 | 0  | 33 | 6  | +27  |
| 2    | AS Vita ClubT        | 29  | 14 | 8 | 5 | 1  | 22 | 7  | +15  |
| 3    | DC Motema Pembe      | 19  | 14 | 5 | 4 | 5  | 14 | 7  | +7   |
| 4    | FC Saint Éloi Lupopo | 19  | 14 | 6 | 4 | 4  | 15 | 11 | +4   |
| 5    | RC Kinshasa          | 19  | 14 | 6 | 1 | 7  | 14 | 24 | -10  |
| 6    | CS Don Bosco         | 17  | 14 | 5 | 2 | 7  | 13 | 20 | -7   |
| 7    | TC Elima             | 14  | 14 | 3 | 5 | 6  | 14 | 23 | -9   |
| 8    | TS Malekesa          | 4   | 14 | 1 | 1 | 12 | 10 | 37 | -27  |

|  | Qualification pour la Ligue des champions de la CAF 2012 |
|  | Qualification pour la Coupe de la confédération 2012     |
|  | T : Tenant du titre                                      |

## Bilan de la saison
| Championnat de république démocratique du Congo de football 2011 |                        |
| Champion                                                         | TP Mazembe (11e titre) |
| Coupes et trophées                                               |                        |
| Vainqueur de la Coupe de république démocratique du Congo 2011   | US Tshinkunku          |
| Qualifications continentales                                     |                        |
| Ligue des champions de la CAF 2012                               | TP Mazembe             |
| Ligue des champions de la CAF 2012                               | AS Vita Club           |
| Coupe de la confédération 2012                                   | DC Motema Pembe        |
| Coupe de la confédération 2012                                   | US Tshinkunku          |
| Coupe Kagame inter-club 2012                                     | AS Vita Club (invité)  |
| Promotions et relégations                                        |                        |
| Promus en Linafoot                                               | Aucun                  |
| Relégués                                                         | Aucun                  |